# Sinn Féin
Sinn Fein (/ ʃɪn feɪn / Shin-fayn phát âm tiếng Ireland: [ʃɪnʲ Fen]) là một đảng chính trị cộng hòa Ireland hoạt động trong khắp Ireland. Cụm từ "Sinn Fein" trong tiếng Ailen nghĩa là "chính chúng ta" hay "bản thân chúng ta", mặc dù nó thường được dịch nhầm thành "chỉ có bản thân chúng ta".
Tổ chức Sinn Fein được thành lập vào năm 1905 bởi Arthur Griffith. Tổ chức này có hình thức hiện tại của mình vào năm 1970 sau khi một sự chia rẽ trong đảng (với đảng kia trở thành Công đảng Ireland), và về mặt lịch sử đã được gắn liền với Quân đội Cộng hòa Ireland lâm thời (IRA). Gerry Adams đã giữ chức chủ tịch đảng kể từ năm 1983. Đảng này ủng hộ phong trào ly khai ở xứ Basque.
Sinn Fein là đảng lớn thứ hai sau Đảng Liên đoàn Dân chủ (DUP) ở Quốc hội Bắc Ireland, nơi mà nó có bốn vị trí Bộ trưởng trong nhành Bắc Ireland chia sẻ quyền lực điều hành, và là đảng lớn thứ ba trong Oireachtas, quốc hội của Cộng hòa Ireland. Sinn Fein nhận được số phiếu bầu cao thứ hai của Bắc Ireland phiếu và số ghế trong cuộc bầu cử năm 2015 Westminster, xếp sau DUP.